# 関東短期大学
関東短期大学（かんとうたんきだいがく、英語: Kanto Junior College）は、群馬県館林市大谷町625に本部を置いていた日本の私立大学である。1950年に設置され、2020年に廃止された。大学の略称は関東短大。

## 概観

### 大学全体
- 群馬県館林市に所在した日本の私立短期大学で、設置主体は学校法人関東学園。
- 国内で最初に認可された短期大学149校[注 2]の1校として、1950年に3学科150名体制で開学した[1]。
- かつては複数の学科を擁していたが、特に2000年代から学科の廃止が相次ぎ、最終的には1学科で入学定員150名の小規模となり、結局は2018年度の入学生を最後に、短期大学としての使命を終えることになった。

### 建学の精神（校訓・理念・学是）
- 関東短期大学における建学の精神
  - 豊かな人格を育む、温順なコミュニケーションの大地

### 教育および研究
- 関東短期大学にはこども学科が設置されており、保育者養成に力を入れていた。

## 沿革
- 1923年 - 松平濱子が東京都渋谷区に財団法人を設置[2]。
- 1924年 - 関東高等女学校（現・関東国際高等学校）を東京都新宿区西新宿に設置[3]。
- 1946年
  - 6月30日 - 関東女子専門学校（関東短期大学の前身校）を群馬県館林市に設置[3]。
- 1949年
  - 10月 文部省[注 3]に短期大学[注 4]の設置認可に関する申請を以下の通り行う[注 5]。
    - 国文学科 入学定員100名
    - 英文学科 入学定員100名
    - 被服学科 入学定員100名
- 1950年
  - 3月14日 左記を以て短期大学の設置が文部省[注 3]より認可される[9][10]。但し、以下の通り変更する。
    - 国文学科 入学定員100名→50名
    - 英文学科 入学定員100名→50名
    - 被服学科 入学定員100名→50名

  - 4月1日 左記を以て関東女子短期大学（のちに関東短期大学に改称[11]）が上記の学科体制にて開学する[12][13]。
- 1951年
  - 4月1日 以下の学科を設置する。
    - 国文科第二部
    - 英文科第二部
    - 被服科第二部
- 1952年
  - 4月1日 以下の学科を設置する。
    - 教育科第二部
    - 商経科第二部を増設（教育科、商経科）

  - 同 太田分校を開設。
- 1953年
  - 4月1日 商経科第一部を増設。
- 1955年
  - 4月1日 教育科2部を初等教育科2部と改称。
- 1958年
  - 4月1日 以下の学科の入学定員を以下の通り変更する。
    - 国文科
      - 第一部 50→40
      - 第二部 80→40

    - 英文科
      - 第一部 50→40
      - 第二部 80→40

    - 被服科
      - 第一部 50→40
      - 第二部 50→40

    - 商経科
      - 第一部 80→40
      - 第二部 100→80
- 1959年
  - 3月31日 被服科（1部・2部）を廃止[注 6]。
- 1963年
  - 4月1日 以下の学科の増設を行う。
    - 機械科
    - 電気科
- 1971年
  - 4月1日 英文科第二部の学生募集を最終とする。
- 1972年
  - 4月1日 学生募集停止により、総定員を以下の通り変更する。
    - 英文科第二部
- 1973年
  - 4月1日 初等教育科第二部の入学定員を
- 1974年
  - 3月31日 英文科2部を廃止。
- 1975年
  - 4月1日 初等教育科に第一部を増設。
- 1977年 - 太田分校を廃止。
- 1978年
  - 4月1日 電気科の学生募集を最終とする。
- 1979年
  - 4月1日 学生募集停止により、総定員を以下の通り変更する。
    - 電気科
- 1980年
  - 3月25日 電気科、廃止。
- 1981年
  - 4月1日 以下の学科の学生募集を最終とする。
    - 国文科第二部
    - 機械科
- 1982年
  - 4月1日 学生募集停止により、総定員を以下の通り変更する。
    - 国文科第二部
    - 機械科

  - 同 一部の学科、入学定員を以下の通り変更する。 
    - 国文科第一部 40→80
    - 英文科 40→65
    - 商経科
      - 第一部 40→80
      - 第二部 80→50

    - 初等教育科第二部 180→150
- 1983年
  - 9月30日 左記を以て国文科2部、機械科を正式に廃止。
- 1987年 ,[15],[16]
  - 4月1日 以下の学科を今年度で学生募集を最終とする。
    - 初等教育科第二部[注 7]
    - 商経科第二部[注 8]
- 1988年
  - 4月1日 学生募集停止により、総定員を以下の通り変更する。
    - 初等教育科第二部 総定員 300→150[注 9]
    - 商経科第二部 総定員 100→50[注 10]
- 1989年 初等教育科2部、商経科2部を廃止[注 11]。全科昼間部となる。
- 1990年
  - 4月1日 一部の学科の名称を以下の通り変更する。
    - 商経科第一部→商経科第一部
    - 初等教育科第一部→初等教育科第一部
- 1998年 - ヴェルボトナル研究所を設置。
- 2002年
  - 4月1日 初等教育科に幼稚園・保育コース開設。
- 2003年
  - 4月1日 学科名を改称する[20]。
    - 国文科→日本語文化学科
    - 英文科→英語文化学科
    - 商経科→経済経営情報学科

  - 同 以下の学科において入学定員を変更する[20]。
    - 日本語日本文化学科 80→50
    - 経済経営情報学科 80→65
    - こども学科 150→250

  - 同 英語文化学科の学生募集を最終とする[注 12]
- 2004年
  - 4月1日 初等教育科をこども学科に改称[21]。
  - 同 以下の学科の学生募集を最終とする[注 13]。
    - 日本語日本文化学科
    - 経済経営情報学科
- 2005年
  - 5月31日 左記を以て英語文化学科の廃止が認可される[23]。
- 2006年
  - 3月31日 左記を以て日本語文化学科、経済経営情報学科の廃止が認可される[24]。
- 2009年
  - 4月1日 こども学科の入学定員を250→150に減員[25]。
- 2018年
  - 4月1日 学生募集が最終となる[注 14]
- 2020年
  - 3月31日 短期大学としての使命を終える。

## 基礎データ

### 所在地
- 群馬県館林市大谷町625

### 学科
- こども学科

#### 学科の変遷
- 国文科→日本語文化学科
- 英文科→英語文化学科
- 商経科→経済経営情報学科
- 初等教育科

#### 取得資格について
- 幼稚園教諭二種免許状・保育士資格が現存のこども学科にて履修できるようになっていた[注 15]
- 過去にあった国文科や英文科では、中学校教諭二種免許状の国語や英語の教員免許状が取得できていた。
- 過去にあった商経科では、秘書士、情報処理士、上級情報処理士、ビジネス実務士、プレゼンテーション実務士などの資格が取得できていた。
- こども学科に改称される前の初等教育科では、小学校教諭二種免許状の取得ができていた。
- 全科共通で、図書館司書やプレゼンテーション実務士の資格が取得できていた。
- 当初は高等学校教諭仮免許状も設けられていた[27]。
  - 国語 国文科第一部、第二部
  - 英語 英文科第一部、第二部
  - 家庭 被服科第一部、第二部
  - 職業 商経科第一部、第二部

#### 附属機関
- 図書館：松平記念図書館
- ヴェルボトナル研究所

## 学生生活

### 部活動・クラブ活動・サークル活動
- 関東短期大学にあったクラブ活動
  - 体育系：バレーボール・バスケットボール・バドミントン・ソフトボール・テニス・弓道・サッカーなどがあった。
  - 体育系愛好会∶卓球・ラート・ラクロスなどがあった。
  - 文化系：軽音楽・障害児研究・関東教友ゼミ・茶道・吹奏楽・演劇などがあった。
  - 文化系愛好会∶ハンドベル・合唱などがあった。
  - 文化系研究会∶簿記があった。

### 学園祭
- 関東短期大学の学園祭は「アザリア祭」と呼ばれ毎年、概ね11月に行われていた。

### スポーツ
- バレーボール部が短大の県大会や関東リーグで優勝していた。
- バドミントン部が短大の県大会で優勝していた。
- テニス部が全国大会でベスト8進出記録をもっていた。

## 施設

### キャンパス
- 1号館
- 2号館
- 教育研究センター
- 展示館：ミレーやコロー、横山大観などの芸術作品が所蔵されていた。
- 学生食堂
- 学生控室
- レクチャーホール

### 寮
- 短大からアパートの紹介があった。

### 姉妹校
- 関東学園大学

## 卒業後の進路について

### 就職について
- こども学科では、幼稚園や小学校、保育園など児童に携わる職に就く人が多い傾向であった。
- 過去にあった国文科や英文科などは一般企業への就職者が多いものとなっていた[28]。

### 編入学・進学実績
- これまでの実績では、系列の関東学園大学ほか、北海道教育大学・埼玉大学・宇都宮大学・大阪教育大学・群馬県立女子大学・都留文科大学・白鷗大学・東京福祉大学・跡見学園女子大学・聖学院大学・国士舘大学・駒澤大学・大東文化大学・帝京大学・東洋大学・目白大学・愛知学院大学・日本福祉大学などがあった。

## 著名な卒業生
- 相田みつを（詩人、書家）
- 高草木昭允（作詞家）